# Municipio de Tyson
El municipio de Tyson (en inglés: Tyson Township) es un municipio ubicado en el  condado de Stanly en el estado estadounidense de Carolina del Norte. En el año 2010 tenía una población de 2.638 habitantes.

## Geografía
El municipio de Tyson se encuentra ubicado en las coordenadas 35°15′33.52″N 80°13′36.22″O / 35.2593111, -80.2267278.